# Ruspolia interruptus
Ruspolia interruptus är en insektsart som först beskrevs av Walker, F. 1869.  Ruspolia interruptus ingår i släktet Ruspolia och familjen vårtbitare. Inga underarter finns listade i Catalogue of Life.
Exemplar av arten registrerades i olika delar av Asien. Den vetenskapliga beskrivningen gjordes med hjälp av individer från norra delen av den tidigare indiska provinsen Bengalen. Andra populationer upptäcktes i delstaten Rajasthan, vid södra Himalaya i Nepal och Kina samt i Sydkorea och Japan. För de sistnämnda två stater behövs bekräftelse att populationerna tillhör Ruspolia interruptus. Det är inget känt om artens levnadssätt. Antagligen vistas den som andra medlemmar av samma släkte i gräsmarker och grästäckta skogsgläntor.
För beståndet är inga hot kända. Troligtvis är hela beståndet stort. IUCN listar arten som livskraftig (LC).